# Semiothisa antaurata
Semiothisa antaurata là một loài bướm đêm trong họ Geometridae.